# Lepashe (rivière)
La Lepashe est une rivière du Botswana. Elle porte le même nom que le village de Lepashe, qu'elle traverse. La rivière Lepashe se déverse dans le pan de Sua (en). Il y a d'importantes ressources de gravier sur les bords de cette rivière.